# 鶴嶋乃愛
鶴嶋 乃愛（つるしま のあ、2001年5月24日 - ）は、日本のファッションモデル、女優、WEBマガジン『EMMARY』4代目編集長。高知県高知市出身。オスカープロモーション所属。

## 略歴
2013年、第21回ピチモオーディションでグランプリを受賞し『ピチレモン』（学研プラス）専属モデルとなる。『ピチレモン』は2015年12月号をもって休刊となり、鶴嶋ら同誌専属モデルは卒業。
『Popteen』（角川春樹事務所）に2016年1月号からモデルとして登場し、2016年6月号で同誌専属モデルに昇格。『Popteen』の女子高生専属モデル6人につき、読者が人気投票を行う企画「次世代JKサバイバル」で、鶴嶋は2位となり、鶴嶋を含む上位3名は2018年4月号で初表紙となった。2019年1月号でピン表紙を達成する。
2019年4月、シンデレラフェスvol.6のステージにてWEBマガジン『EMMARY』の4代目編集長に就任することが発表された。
同年9月から放送の『仮面ライダーゼロワン』のヒロイン・イズ役でテレビドラマ初出演にして女優デビュー。また、仮面ライダーのヒロイン役としては初の21世紀生まれである。
2020年8月､『Popteen』の専属モデルを卒業。卒業号では専属モデル初の本誌、限定版の同時ピン表紙を達成する。また卒業記念として、自身初となるフォトブック『恋と呼ばせて』を出版した。
同年12月24日、一部週刊誌での報道を受け、自身のInstagramで今後の活動について言及した。
2021年1月9日、自身のインスタライブにて、WEGOから鶴嶋がプロデューサーを務めるファッションブランド 「Romansual（読み：ロマンシュアル）」を立ち上げることを発表。プロデューサーとしてもデビューを果たす。
2023年3月17日、デビュー10周年を記念して公式ファンクラブ「fuwamily魔法学園」を開設した。
2024年2月28日、自身初となるフォトエッセイ『微睡む花の様に』を出版した。

## 人物
- 1人っ子である[3]。
- 16Personalities(mbti)はINTP。
- 好きな食べ物は甘いもの、チョコレート、チーズ、肉。
- 宝塚のファン。
- 子供の頃の夢は医者だった。
- 好きな作家は千早茜。
- 座右の銘は「毎秒、可愛い」。
- 好きな歌手はクリープハイプ、大森靖子、松田聖子など。
- 名前はみんなから愛されるようにという由来で父親に名付けられた。
- 趣味は音楽と読書[3]。
- きれいなものが好きで、大人の事情と汚い言葉が嫌い[3]。
- 好きな色はピンク[3]。

## エピソード
- 幼少期は『おジャ魔女どれみ』や『シュガシュガルーン』、『プリキュア』などの魔法少女ものが好きで、特に『美少女戦士セーラームーン』が好きで、セーラーサターンが大好きであったという[9]。「仮面ライダーシリーズ」はほとんど見ておらず、『仮面ライダーゼロワン』へのオーディションが決まってから、劇場版を中心にしっかりと見たという[9][5]。
- 『ゼロワン』のイズ役はショートボブのウィッグを付けて演じているが、オープニング映像に登場するイズは地毛で演じている[9][5]。
- 異性に求めるルックスは眉毛が整っている、色白であり、黒髪とカルピスが似合うこと。

## 出演

### ドラマ

#### テレビドラマ
- 仮面ライダーゼロワン（2019年9月1日 - 2020年8月30日、テレビ朝日） - ヒロイン・イズ / アズ 役[18][19]。
- 女優監督〈水曜NEXT!〉（2021年10月13日・20日、フジテレビ）。
- 村井の恋（2022年4月6日 - 5月25日、TBS） - 西藤悠加 役[20]。
- 恋に無駄口（2022年4月17日 - 6月19日、ABCテレビ・テレビ朝日） - 詰出麗華 役[21]。
- あなたは私におとされたい（2023年1月6日 - 2月17日、MBS 他） - 主演・立花ノア 役（村井良大とダブル主演）[22]。
- 放課後ていぼう日誌（2023年6月29日 - 8月24日、東海テレビ） - 黒岩悠希 役[23]。
- オトナの授業（2024年5月6日 - 6月24日、TOKYO MX） - 三原琴音 役[24]。
- 素晴らしき哉、先生!（2024年8月18日 - 10月6日、ABCテレビ・テレビ朝日） - 清水芽衣 役[25][26][27]。

#### 配信ドラマ
- 仮面ライダーシリーズ
  - 仮面ライダーゼロワンYouTubeスピンオフ 奇跡の転身!? アルトVS.腹筋崩壊太郎 宿命のギャグバトル!（2020年3月29日、YouTube） - イズ 役[28]。
  - 仮面ライダージャンヌ&仮面ライダーアギレラ withガールズリミックス（2022年8月7日 - 9月11日、東映特撮ファンクラブ） - イズ / 仮面ライダーゼロツー 役[29][30]。
  - 仮面ライダーアウトサイダーズ ep.5・6・7（2024年5月12日・9月22日・12月22日、東映特撮ファンクラブ） - 仮面ライダーゼロツー / 仮面ライダーゼロスリーの声 役[31]
- マーディスト -死刑囚・風見多鶴-（2021年8月13日、peep） - 主演・風見多鶴役
- じゃない方の夜 〜恋は突然、生まれない。〜 第5話・第6話（2021年11月8日・15日、Paravi） - ヒトミ 役[32][33]。
- Eighteen Color-18才、私の色。（Beautylabo） - 主演・はる 役
- 覆面D（2022年10月15日 - 2022年10月26日、AbemaTV） - 山田恵 役
- 放課後ていぼう日誌（2023年6月13日 - 2023年8月8日、Lemino） - 黒岩悠希 役[34]。
- およげないん 京都激闘篇 第4話（2025年2月16日、東映特撮ファンクラブ） - 安藤ステラ 役
- 新人看護師は院長の孫娘!?（2025年6月2日、DMM TV） - 主演・浅田美玲 役[35]

### 映画
- 仮面ライダーシリーズ（東映）
  - 仮面ライダー 令和 ザ・ファースト・ジェネレーション（2019年12月21日公開） - ヒロイン・イズ 役[36]
  - 劇場版 仮面ライダーゼロワン REAL×TIME（2020年12月18日公開） - ヒロイン・イズ / 仮面ライダーゼロツー / アズ 役[37][38]
- 僕らはみーんな生きている（2022年12月16日公開） - ヒロイン・小坂由香 役[39]
- トラウマ。〜日常に潜む恐怖をあなたに〜 第7編「虚構のなかの人間知性論考」（2024年9月6日公開、松竹OSD事業室） - 主演・西島香菜 役（永田凜とダブル主演）[40]

### 舞台
- 朗読劇「また、桜の国で」（2025年8月27日 - 31日、IMM THEATER） - マジェナ・レヴァンドフスカ 役[41]

### オリジナルビデオ
- 仮面ライダーシリーズ
  - てれびくん超バトルDVD 仮面ライダーゼロワン『カンガルーからナニが飛び出す?ソンナの自分でカンガルー!はい、或人じゃないと!!』（2020年発売） - イズ 役
  - ゼロワン Others 仮面ライダー滅亡迅雷（2021年7月14日発売） - アズ 役[42]
  - ゼロワン Others 仮面ライダーバルカン&バルキリー（2021年11月10日発売） - イズ 役[43]

### ウェブアニメ
- 仮面ライダーゼロワン ショートアニメ EVERYONE'S DAILY LIFE 第1話・第5話（2020年7月23日・2021年2月1日、東映特撮ファンクラブ） - イズ 役

### ファッションショー
- 東京ガールズコレクション
  - 第37回 マイナビ 東京ガールズコレクション 2023 AUTUMN／WINTER（2023年9月2日、さいたまスーパーアリーナ）[44]
  - CREATEs presents TGC KITAKYUSHU 2023 by TOKYO GIRLS COLLECTION（2023年10月7日、西日本総合展示場新館）[45]
  - TGC MATSUYAMA 2024 by TOKYO GIRLS COLLECTION（2024年7月13日、愛媛県武道館）[46]
- Rakuten GirlsAward 2023 AUTUMN/WINTER（2023年9月30日、幕張メッセ）[47]

### ゲーム
- 仮面ライダーバトル ガンバライジング（2019年9月、アーケード） - イズ[48] / 仮面ライダーゼロツー（イズ）[49] 役
- 仮面ライダーバトル ガンバレジェンズ（2023年、アーケード） - 仮面ライダーゼロツー（イズ） 役

### 広告
- レーベン販売 調理器具ブランド「ののじ」（2015年） - イメージモデル[50]
- プーマ「RS-2K INTERNET EXPLORING」（2020年） - 広告モデル[51]

### CM
- バンダイナムコエンターテインメント「仮面ライダー シティウォーズ」（2019年） - ナレーション[52]
- マクドナルド「三角チョコパイ あまおう味」（2019年）[53]
- 大塚製薬「オロナミンC」（2020年）
- グライド・エンタープライズ「ルルルンローションモイスト『わたし、ぜんぶ、うるおう』篇」（2021年）[54]
- メルカリ Web CM「バッグ篇」「トレカ篇」（2025年）[55]

### WEB
- EMMARY（2019年4月 - 2020年11月） - 4代目編集長[6]

### 玩具
- 仮面ライダーゼロワン DXヒューマギアモジュール（2020年4月） - イズ 役
- 仮面ライダーゼロワン 変身ベルト DXアークドライバー（2020年12月） - アズ 役
- 仮面ライダーゼロワン DXメモリアルプログライズキーセット SIDE 飛電インテリジェンス（2021年1月） - イズ 役
- 仮面ライダーゼロワン DXメモリアルプログライズキーセット SIDE 滅亡迅雷.net（2021年2月） - アズ 役
- 仮面ライダーゼロワン DXゼロスリープログライズキー&ゼロスリードライバーユニット（2024年11月） - 仮面ライダーゼロツー / 仮面ライダーゼロスリー 役

## 書籍

### 雑誌
- ピチレモン（2013年 - 2016年、学研） - 専属モデル[56]。
- Popteen（2016年 - 2020年 、角川春樹事務所） - 専属モデル[2]。

### 単行本
- 恋と呼ばせて（2020年7月31日、角川春樹事務所）ISBN 978-4-7584-1356-5
- 1stフォトエッセイ 微睡む花の様に（2024年2月28日、東京ニュース通信社）ISBN 978-4-8670-1786-9

### デジタル写真集
- Noa’s World（2020年7月15日、小学館）[57]。
- ピュアネス（2020年11月27日、講談社）[58]。
- 生まれながらにして女優。（2020年12月7日、集英社）[59]。
- 秘密（2021年6月18日、講談社）[60]。